# Fiba Software
Fiba Software este o companie de IT din România, care furnizează soluții software pentru sectorul financiar-bancar
În anul 2007, compania poloneză Asseco a achiziționat 70% din acțiunile Fiba Software pentru suma de 5,85 milioane euro.
Cifra de afaceri în 2007: 2,6 milioane Euro